# コロンネッラ
コロンネッラ（イタリア語: Colonnella）は、イタリア共和国アブルッツォ州テーラモ県にある、人口約3,700人の基礎自治体（コムーネ）。

## 地理

### 位置・広がり

#### 隣接コムーネ
隣接するコムーネは以下の通り。括弧内のAPはアスコリ・ピチェーノ県（マルケ州）所属を示す。
- アルバ・アドリアティーカ
- コントログエッラ
- コッローポリ
- マルティンシクーロ
- モンテプランドーネ (AP)

## 行政

### 分離集落
コロンネッラには、以下の分離集落（フラツィオーネ）がある。
- Civita, San Giovanni, San Martino, Vallecupa, Vibrata, Rio Moro, Torrione, Giardino, Isola